# Hogna annexa
Hogna annexa là một loài nhện trong họ Lycosidae.
Loài này thuộc chi Hogna. Hogna annexa được Ralph Vary Chamberlin & Wilton Ivie miêu tả năm 1944.